# Juscimeira
Juscimeira est une municipalité brésilienne située dans l'État du Mato Grosso.